# Asesinato de Alicia Muñiz
El caso Alicia Muñiz fue una causa judicial investigada y enjuiciada en Argentina como consecuencia del femicidio de la exvedette, actriz y modelo uruguaya Alicia Muñiz a manos del célebre excampeón mundial de boxeo argentino Carlos Monzón, padre de su hijo, con quien mantenía una relación afectiva ambivalente. La justicia argentina estableció que Muñiz fue asesinada por Monzón y lo condenó a once años de prisión. La causa conmovió a la sociedad argentina debido a que fue el primer caso de femicidio mediático y público, dos décadas antes de que esa figura legal fuera reconocida por el Código Penal argentino. La población se dividió entre aquellas personas que pusieron de relieve la gravedad con que debía ser tratada la violencia de género y aquellas personas que sostenían la visión tradicional y minimizaban el asesinato como un "crimen pasional", cometido por un ídolo popular. Pese a ser el padre del hijo de la víctima y mantener una relación afectiva con la misma, Monzón fue condenado por homicidio simple, debido a que en ese momento la violencia de género no era considerada un agravante y la ley argentina sólo agravaba los asesinatos de personas con las que existía un vínculo matrimonial legal.

## Antecedentes
Era conocido que Carlos Monzón golpeaba a sus parejas. En 1974 fue detenido luego de romperle de un golpe de puño el arco superciliar derecho a su primera esposa, Pelusa García. En 1976 fue noticia por golpear a su pareja de ese momento, Susana Giménez, en un hotel en Roma.
Ocho años antes del femicidio, Alicia Muñiz ya declaraba públicamente que había decidido dejar a Carlos Monzón, con quien mantenía una relación afectiva, debido a que tenía "momentos agresivos" y le había dicho que la "iba a destrozar". Las declaraciones fueron realizadas en noviembre de 1980 en una entrevista con la revista La Semana:

Lo dejé, bebía demasiado. Compartimos muchas cosas, pero él es agresivo con todo el mundo y yo no podía ser la excepción. Tiene momentos agresivos. Aunque nunca me faltó el respeto, Carlos es un chico que quiere un juguete con todas las ansias y, una vez que lo tiene, lo destroza. Cuando recién empezamos a salir, una noche me dijo que no me enamorara de él porque me iba a destrozar.
Alicia Muñiz

Desde entonces la relación atravesaría momentos de ruptura y reconciliación, con constantes episodios de violencia física y emocional, hasta el asesinato en 1988. En 1981 tuvieron un hijo, Maximiliano Roque. En los meses previos Muñiz y Monzón estaban separados. Monzón por un lado no cumplía con el pago de la cuota de alimentos para su hijo y por el otro celaba a su expareja, oponiéndose a que trabajara como modelo, saliera y rehiciera su vida sentimental con otro hombre.
En enero de 1988 la pareja volvió a mostrarse públicamente juntos en Mar del Plata. El 12 de febrero Monzón la mando llamar telefónicamente usando a su hijo Maximiliano como intermediario y le envió los pasajes para pasar el fin de semana en Mar del Plata. Alicia dudaba pero al final decidió viajar a Mar del Plata a ver a su hijo y arreglar asuntos económicos pendientes con Monzón por la manutención del hijo de ambos. El 13 de febrero por la mañana llegó a Mar del Plata y fue vista por la prensa en el aeropuerto de esta ciudad. En la madrugada del día siguiente sería asesinada.

## Las horas anteriores
Una vez que Alicia Muñiz llegó a Mar del Plata se instaló con Carlos Monzón en un chalet alquilado ubicado en la calle Pedro Zanni 1567 del barrio de La Florida, en la periferia de Mar del Plata, en la zona del ingreso a la ciudad por la Ruta 2. En la casa también estaba Maxi, el hijo de ambos, el actor Facha Martel, dueño de la casa que había alquilado por toda la temporada veraniega, con su hijo, Román (9 años), Daniel Comba, el dueño de una inmobiliaria, Carlos Guazzone, el casero, y su mujer, María Mercedes Vignoles. Esa noche Martel se fue primero porque tenía que trabajar en el teatro. Muñiz y Monzón fueron al Hotel Provincial a saludar al animador Sergio Velasco Ferrero por su cumpleaños. Allí estaba Adrián Martel, que los invitó junto con su novia de ese momento al Club Peñarol.

## La muerte
Alicia Muñiz falleció el 14 de febrero de 1988, minutos antes de las seis de la mañana, tras ser golpeada, estrangulada y arrojada del balcón por Carlos Monzón en una casa del barrio La Florida en Mar del Plata. Su hijo, por aquel entonces de 6 años, se encontraba presente en la misma habitación donde ocurrieron los hechos.
Según palabras de Monzón, comenzó una fuerte discusión por un tema de dinero, ya que Alicia le decía que le mezquinaba la cuota mensual que le daba por Maximiliano. De forma violenta, el boxeador comenzó a pegarle fuertemente, la estranguló y posteriormente la arrojó por el balcón. El cuerpo de Alicia Muñiz sólo tenía una bombacha, presentaba fracturas múltiples de cráneo, una lesión en el codo derecho y una notable fractura de la rótula izquierda. La imagen fue tapa de diarios y revistas. El 17 de febrero los restos de la modelo fueron sepultados en la galería 24, nicho 2013, del cementerio de la Chacarita. Tenía 32 años.
En 1992 la familia de Alicia decidió cremar sus restos y trasladarlos a su país natal.
El hecho marcó, en la sociedad argentina, el comienzo de la toma de conciencia sobre la violencia de género y el feminicidio.

## El juicio
El juicio se llevó a cabo en la ciudad de Mar del Plata el 26 de junio de 1989 y desfilaron varios personajes que se contradecían entre sí. Uno de los testigos clave fue Rafael Crisanto Báez, un cartonero que recorría el barrio y fue atraído por los gritos. Éste insistió en que Monzón tomó a Alicia del cuello y luego, cuando ella se desmayó, la arrojó desde el balcón "como una bolsa de papas", se cambió el pantalón por un pijama y "se arrojó encima de ella".
Al cuerpo de la modelo se le hicieron dos autopsias; la segunda realizada demostró que ya estaba en estado agónico cuando cayó del balcón del primer piso del chalet, con fractura del cartílago tiroides y del hueso hioides. Al golpear contra el suelo, ya desvanecida, sufrió un estallido de cráneo.
El 3 de julio de 1989, Monzón fue condenado a once años de prisión, acusado de haber asesinado a Alicia Muñiz. El juez a cargo de la causa, Jorge Simón Isacch, concluyó que "el encausado obró con plena conciencia de la criminalidad de su actuar", aunque sostuvo que con algunos atenuantes, como el hecho que el crimen no fue ni planificado ni a sangre fría, sino más bien con emoción violenta y bajo los efectos del alcohol, ya que había empezado a consumir cerveza desde el atardecer del sábado 13. Se consideraron los antecedentes de violencia de género hacia otras mujeres con las que estuvo relacionado, como "Pelusa" (su primera mujer) y Susana Giménez. Otra prueba fueron las reiteradas denuncias que Alicia Muñiz hizo en la comisaría alegando que él le pegaba, que la humillaba y que la celaba.

"Ella fue para mí algo increíble, ninguna otra mujer podrá marcar a fuego mi corazón como ella lo hizo durante los años que estuvimos juntos. Pero todo esto, ahora, ya es historia".
Carlos Monzón, declaración en el juicio.

Monzón, que estuvo primero en la cárcel de Batán y luego fue trasladado a un penal en Santa Fe, murió en un accidente automovilístico durante una de sus salidas transitorias en 1995. Su hijo quedó en custodia de sus abuelos maternos.

### Otros feminicidios en Argentina
- Chiara Páez
- Wanda Taddei
- María Soledad Morales
- Gladys McDonald, Elena Arreche, Cecilia Barreda y Adriana Barreda
- Marisel Zambrano